# Route nationale 3 (Francia)
La route nationale 3 (RN 3 o N 3) è una strada nazionale lunga 387 km che parte da Parigi e termina alla frontiera tedesca dopo Forbach. Viene comunemente chiamata anche Route d’Allemagne, ovvero Strada di Germania.

## Percorso
Comincia a Porte de Pantin nella capitale francese. Dopo tre chilometri giunge a Bobigny: in questo tratto è chiamata avenue Jean Olive, in seguito Route de Meaux. A Livry-Gargan aveva luogo l'incrocio con la RN3bis. Da Villeparisis a Meaux mantiene la denominazione originale di N 3. A partire da Meaux, invece, la strada è stata declassata a D603. Seguendo il corso della Marna, entra nell’Alta Francia e passa da Château-Thierry come D1003.
Lasciando il dipartimento dell’Aisne per quello della Marna cambia ancora nome in D3 ed attraversa Épernay e Châlons-en-Champagne. Successivamente torna a chiamarsi D603, passa per Verdun e Metz. Quest’ultimo tratto, passante per Jarny, fino agli anni settanta si trovava più a sud: toccava il centro di Mars-la-Tour e coincide oggi con la D903. Dopo Metz viene anche detta Route de Saarbruck e raggiunge Saint-Avold e Forbach per poi terminare presso il confine con la Germania, oltre il quale viene continuata dalla Bundesstraße 41.